# Elena Cecchini
Elena Cecchini (Údine, 25 de mayo de 1992) es una deportista italiana que compite en ciclismo en las modalidades de pista, ruta y grava. Está casada con el ciclista Elia Viviani.
Ganó dos medallas de bronce en el Campeonato Europeo de Ciclismo en Pista de 2014, en las pruebas de puntuación y scratch.
En carretera obtuvo tres medallas en el Campeonato Mundial de Ciclismo en Ruta entre los años 2018 y 2022, y cinco medallas en el Campeonato Europeo de Ciclismo en Ruta entre los años 2019 y 2024. Además, obtuvo una medalla de bronce en el Campeonato Europeo de Ciclismo en Grava de 2023.

## Medallero internacional
| Campeonato Europeo | Campeonato Europeo     | Campeonato Europeo | Campeonato Europeo |
| Año                | Lugar                  | Medalla            | Competición        |
| ------------------ | ---------------------- | ------------------ | ------------------ |
| 2014               | Baie-Mahault (Francia) | Medalla de bronce  | Puntuación         |
| 2014               | Baie-Mahault (Francia) | Medalla de bronce  | Scratch            |

| Campeonato Mundial | Campeonato Mundial     | Campeonato Mundial | Campeonato Mundial              |
| Año                | Lugar                  | Medalla            | Competición                     |
| ------------------ | ---------------------- | ------------------ | ------------------------------- |
| 2018               | Innsbruck (Austria)    | Medalla de oro     | Contrarreloj por equipos        |
| 2021               | Flandes (Bélgica)      | Medalla de bronce  | Contrarreloj por relevos mixtos |
| 2022               | Wollongong (Australia) | Medalla de plata   | Contrarreloj por relevos mixtos |
| Campeonato Europeo |                        |                    |                                 |
| Año                | Lugar                  | Medalla            | Competición                     |
| 2019               | Alkmaar (Países Bajos) | Medalla de plata   | Ruta                            |
| 2020               | Plouay (Francia)       | Medalla de bronce  | Contrarreloj por relevos mixtos |
| 2021               | Trento (Italia)        | Medalla de oro     | Contrarreloj por relevos mixtos |
| 2023               | Drenthe (Países Bajos) | Medalla de plata   | Contrarreloj por relevos mixtos |
| 2024               | Limburgo (Bélgica)     | Medalla de oro     | Contrarreloj por relevos mixtos |

| Campeonato Europeo | Campeonato Europeo     | Campeonato Europeo | Campeonato Europeo |
| Año                | Lugar                  | Medalla            | Competición        |
| ------------------ | ---------------------- | ------------------ | ------------------ |
| 2023               | Oud-Heverlee (Bélgica) | Medalla de bronce  | Individual         |

## Palmarés

### Pista
2011
- 2.ª en el Campeonato de Italia Velocidad por Equipos (haciendo equipo con Monia Baccaille)
- 3.ª en el Campeonato de Italia Scratch

2013
- 3.ª en el Campeonato de Europa Persecución por Equipos sub-23 (haciendo equipo con Beatrice Bartelloni, Maria Giulia Confalonieri y Chiara Vannucci)
- Aigle Puntuación
- Campeonato de Italia Puntuación
- Campeonato de Italia Persecución por Equipos (haciendo equipo con Beatrice Bartelloni, Tatiana Guderzo y Marta Tagliaferro)

2014
- Campeonato Europeo Puntuación sub-23
- 3.ª en el Campeonato Europeo Scratch sub-23
- 3.ª en el Campeonato Europeo Puntuación
- 3.ª en el Campeonato Europeo Omnium

### Carretera
2012
- Trophée d'Or Féminin, más 1 etapa

2014
- Campeonato de Italia en Ruta
- 2.ª en el Campeonato Europeo sub-23

2015
- 1 etapa del Festival Elsy Jacobs
- Campeonato de Italia en Ruta

2016
- Campeonato de Italia en Ruta
- Tour de Turingia femenino

2017
- 2.ª en el Campeonato de Italia Contrarreloj

2018
- 1 etapa del Tour de Turingia femenino
- Juegos Mediterráneos Contrarreloj
- Campeonato de Italia Contrarreloj

2019
- 1 etapa del Tour de Turingia femenino
- 2.ª en el Campeonato Europeo en Ruta
- Campeonato de Italia Contrarreloj

## Resultados en Grandes Vueltas y Campeonatos del Mundo
Durante su carrera deportiva ha conseguido los siguientes puestos en las Grandes Vueltas femeninas y en los Campeonatos del Mundo en carretera:
| Carrera         | Carrera         | 2011  | 2012 | 2013 | 2014 | 2015 | 2016 | 2017 | 2018 | 2019 | 2020 | 2021 | 2022 | 2023 | 2024 | 2025  |
| --------------- | --------------- | ----- | ---- | ---- | ---- | ---- | ---- | ---- | ---- | ---- | ---- | ---- | ---- | ---- | ---- | ----- |
|                 | Giro de Italia  | —     | —    | Ab.  | —    | 24.ª | Ab.  | 18.ª | 56.ª | —    | 44.ª | 56.ª | 41.ª | Ab.  | 71.ª | Ab.   |
|                 | Tour de l'Aude  | X     | X    | X    | X    | X    | X    | X    | X    | X    | X    | X    | X    | X    | X    | X     |
|                 | Tour de Francia | X     | X    | X    | X    | X    | X    | X    | X    | X    | X    | X    | ―    | 95.ª | —    | 107.ª |
| Mundial en Ruta | Mundial en Ruta | 109.ª | 38.ª | —    | 55.ª | 18.ª | 90.ª | 10.ª | Ab.  | 24.ª | Ab.  | 95.ª | 48.ª | 30.ª | —    | —     |

| —: No participó | Ab: Abandono | X: Edición no celebrada |

## Equipos
- Colavita-Forno d'Asolo (2011)
- MCipollini-Giambenini (2012)
- Faren (2013-2014)
  - Faren-Kuota (2013)
  - Estado de Mexico-Faren (2014)
- Lotto Soudal Ladies (2015)
- Canyon SRAM Racing (2016-2020)
- Team SD Worx (2021-)